# John C. McGinley
John Christopher McGinley (New York, 3 augustus 1959) is een Amerikaanse acteur, scenarist en filmproducent. Hij werd in 2003 genomineerd voor een Golden Satellite Award voor zijn rol als de cynische dokter Perry Cox in de Amerikaanse sitcom Scrubs. Drie jaar later kreeg hij de Festival Director's Award op het Method Fest voor indie films dankzij zijn rol in Two Tickets to Paradise.
McGinley is een van de meestgebruikte acteurs in films van Oliver Stone. Behalve in zijn debuutfilm Platoon stond zijn acteerwerk ook tijdens Wall Street, Talk Radio, Born on the Fourth of July, Nixon en Any Given Sunday onder regie van Stone.
McGinley is sinds 2007 getrouwd met Nichole Kessler, met wie hij twee dochters heeft (Billie en Kate, geboren in 2008 en 2010). Dit is zijn tweede huwelijk, nadat hij van 1997 tot 2001 gehuwd was met Lauren Lambert, met wie hij ook een kind kreeg (1997). Zijn zoon Max heeft het syndroom van Down. Dit speelde mee in McGinleys beslissing om voor een rol in Scrubs te gaan, omdat hij zodoende dicht bij huis kan blijven.

## Filmografie (selectie)
| - Platoon (1986) - Sgt. Red O'Neill - Sweet Liberty (1986) - Floyd - Wall Street (1987) - Marvin - Talk Radio (1988) - Stu - Shakedown (1988) - Sean Phillips - Prisoners of Inertia (1989) - Ogden - Born on the Fourth of July (1989) - Official #1 – Democratic Convention, Pushing Wheelchair - Fat Man and Little Boy (1989) - Capt. Richard Schoenfield, MD - Suffering Bastards (1989) - Buddy Johnson - Point Break (1991) - FBI Agent Ben Harp - Highlander II: The Quickening (1991) - David Blake - Article 99 (1992) - Dr. Rudy Bobrick - Cruel Doubt (1992) - Attorney Jim Vos Burgh - A Midnight Clear (1992) - Major Griffin - Hear No Evil (1993) - Mickey O'Malley - Watch It (1993) - Rick - On Deadly Ground (1994) - MacGruder - Surviving the Game (1994) - John Griffin - Car 54, Where Are You? (1994) - Officer Francis Muldoon - Wagons East! (1994) - Julian Rogers - Se7en (1995) - California (SWAT leader) - Nixon (1995) - Earl in Training Film - Born to Be Wild (1995) - Max Carr - The Rock (1996) - Marine Captain Hendrix - Set It Off (1996) - Detective Strode - Flypaper (1997) - Joe | - Intensity (1997) - Edgler Foreman Vess - Nothing to Lose (1997) - Davis 'Rig' Lanlow - Truth or Consequences, N.M. (1997) - Eddie Grillo - Target Earth (1998) - Agent Vincent Naples - Office Space (1999) - Bob Slydell - Any Given Sunday (1999) - Jack Rose - Three to Tango (1999) - Strauss - The Jack Bull (1999) - Woody - Get Carter (2000) - Con McCarty - Summer Catch (2001) - Hugh Alexander - The Animal (2001) - Sgt. Sisk - Stealing Harvard (2002) - Detective Charles - Highway (2002) - Johnny the Fox - Crazy as Hell (2002) - Parker - Identity (2003) - George York - Puff, Puff, Pass (2006) - Jerry Dupree - A.W.O.L. (2006) - Garris - Two Tickets to Paradise (2006) - Mark - Wild Hogs (2007) - Gay Highway Patrolman - Are We Done Yet? (2007) - Chuck Mitchell Jr. - American Crude (2008) - Jim - The Discoverers (2012) - Bill Birch - Alex Cross (2012) - Richard Brookwell - 42 - Red Barber - Watercolor Postcards (2013) - Merlin - Kid Cannabis (2014) - John Grefard |

## Tv-series/films
- Clinton and Nadine (1988)
- Frasier (als een loodgieter in de aflevering "Seat of Power") (1994)
- The Practice (1997)
- Intensity (1997)
- Clone High (2002, Stem van Doug Prepcourse)
- Kim Possible (2003, Stem van White Stripe)
- Justice League Unlimited (2004, stem van Dr. Ray Palmer/The Atom)
- The Boondocks (2005, stem van White Shadow)
- Scrubs (2001-2010, Dr. Perry Cox)
- Chicago P.D. (als een burgemeesterskandidaat in de aflevering "Change Comes to Chicago") (2019)
- Brooklyn 99 (2021, Frank O'Sullivan)